# Gian Francesco d'Agrate

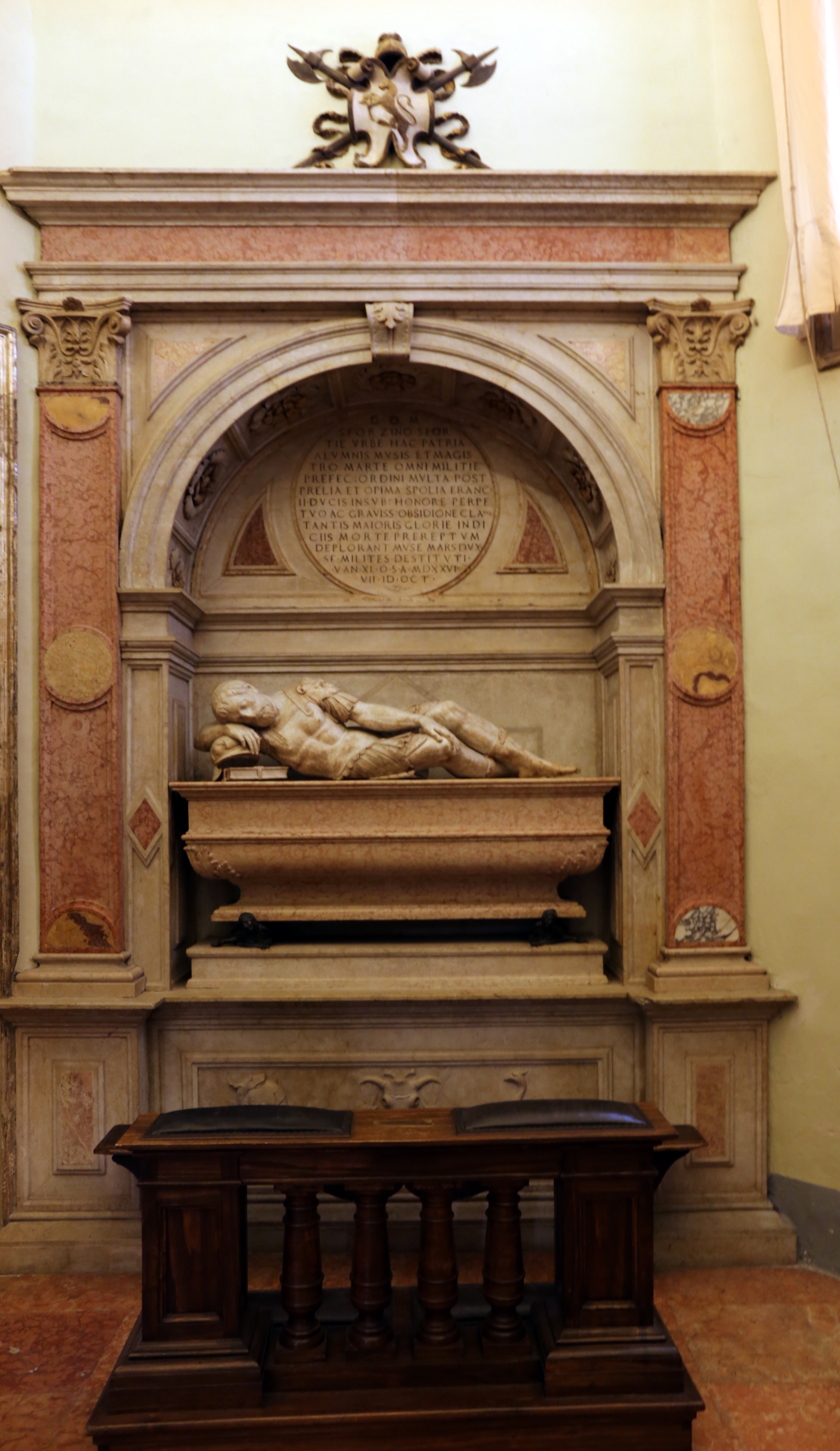
Parma, Basilica di Santa Maria della Steccata, monumento funebre a Sforzino Sforza.

Gian Francesco Ferrari d'Agrate, conosciuto come Gian Francesco d'Agrate (Parma, 1489 – Parma, dopo il 1563), è stato un architetto e scultore italiano.

## Biografia
Attivo principalmente a Parma, lavorò in quella città alla costruzione e alla decorazione della Basilica di Santa Maria della Steccata sotto la guida di Bernardino Zaccagni. Sempre nella stessa basilica collaborò col fratello Marco ad un monumento funerario per Sforzino Sforza.
Nella Cattedrale di Parma lavorò invece, attorno al 1505, al monumento funebre di Bartolomeo Montini, che venne posto sotto all'omonima Pala Montini eseguita da Cima da Conegliano negli stessi anni.